# 110 mètres haies aux Jeux olympiques de 1920
Pour un article plus général, voir Athlétisme aux Jeux olympiques de 1920.
Navigation
Stockholm 1912 Paris 1924
L'épreuve du 110 mètres haies aux Jeux olympiques de 1920 s'est déroulée les 17 et 18 août 1920 au Stade olympique d'Anvers, en Belgique. Elle est remportée par le Canadien Tommy Thomson qui établit un nouveau record du monde en 14 s 8.

## Résultats

### Finale
| Rang               | Athlète                  | Pays             | Temps  | Notes |
| ------------------ | ------------------------ | ---------------- | ------ | ----- |
| Médaille d'or      | Tommy Thomson            | Canada           | 14 s 8 | WR    |
| Médaille d'argent  | Harold Barron            | États-Unis       | 15 s 1 |       |
| Médaille de bronze | Frederic Murray          | États-Unis       | 15 s 1 |       |
| 4                  | Harry Wilson             | Nouvelle-Zélande | 15 s 2 |       |
| 5                  | Walker Smith             | États-Unis       | 15 s 3 |       |
| 6                  | Carl-Axel Christiernsson | Suède            | 15 s 3 |       |